# ۱۹۹ (میلادی)
۱۹۹ (میلادی) صد و نود و نهمین سال تقویم میلادی است.

## درگذشتگان
‎